# GeForce 6
A série GeForce 6 (codinome de NV40), é a sexta geração de unidades de processamento gráfico GeForce da Nvidia. Lançada em 14 de abril de 2004, a família GeForce 6 introduziu o pós-processamento PureVideo para vídeo, tecnologia SLI e suporte Shader Model 3.0 (compatível com a especificação Microsoft DirectX 9.0c e OpenGL 2.0).

## Tecnologias da Geforce 6

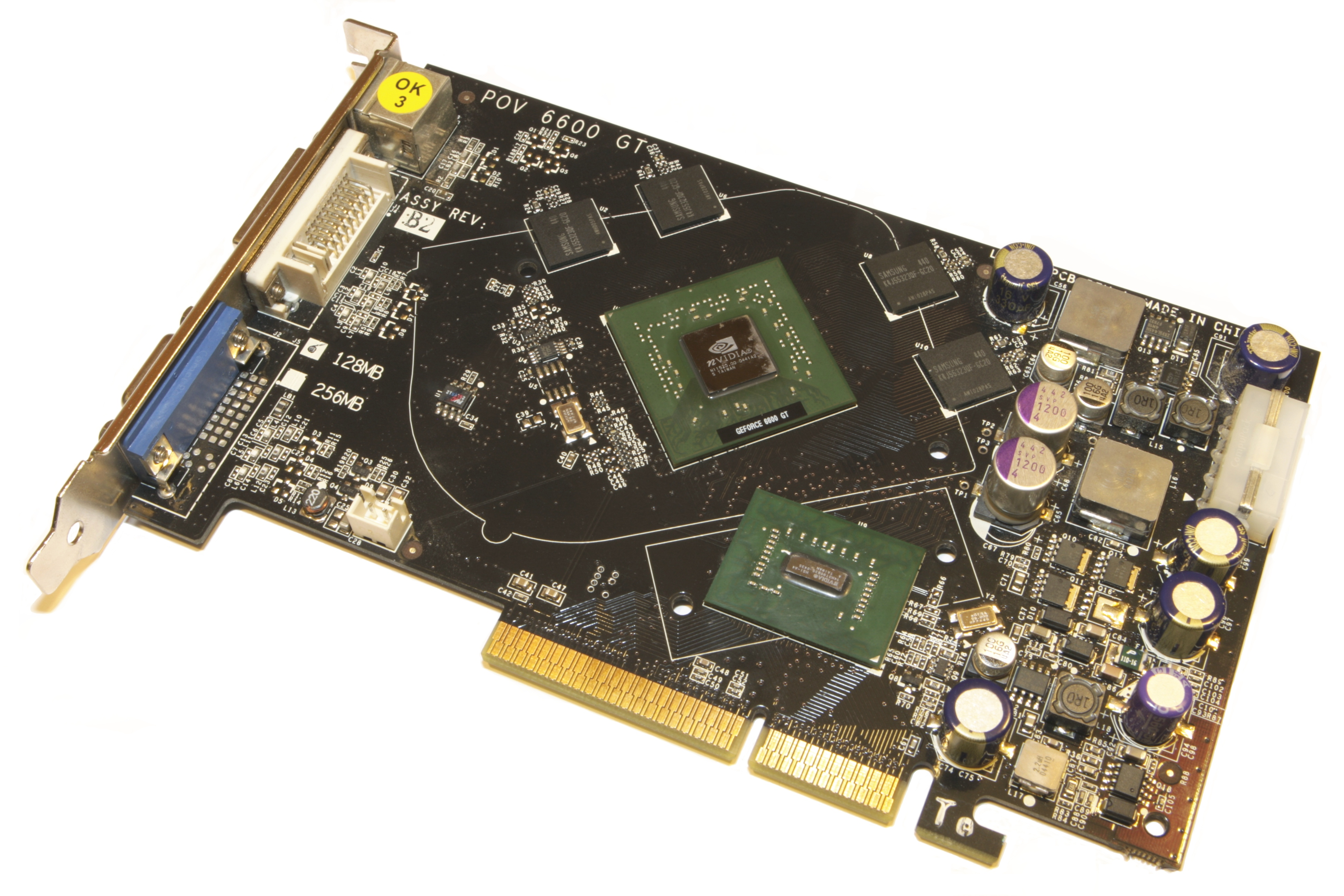
GeForce 6600 GT AGP

### SLI
A Scalable Link Interface (SLI) permite que duas placas GeForce 6 do mesmo tipo sejam conectadas em conjunto. O software do driver equilibra a carga de trabalho entre as placas. A capacidade SLI é limitada a membros selecionados da família GeForce 6; 6500 e acima. SLI está disponível apenas para placas que utilizam o barramento PCI-Express.

### Tecnologia Nvidia PureVideo
A tecnologia Nvidia PureVideo é a combinação de um núcleo de processamento de vídeo dedicado e software que decodifica vídeos H.264, VC-1, |WMV e MPEG-2 com utilização reduzida da CPU.

### Shader Model 3.0
A Nvidia foi a primeira a fornecer o recurso Shader Model 3.0 (SM3) em suas GPUs. O SM3 estende o SM2 de várias maneiras: precisão FP32 padrão (ponto flutuante de 32 bits), ramificação dinâmica, maior eficiência e comprimentos de shader mais longos são as principais adições. O Shader Model 3.0 foi rapidamente adotado pelos desenvolvedores de jogos porque era bastante simples converter os shaders existentes codificados com SM 2.0/2.0A/2.0B para a versão 3.0 e oferecia melhorias de desempenho perceptíveis em toda a linha GeForce 6.

### Ressalvas
A funcionalidade do PureVideo varia de acordo com o modelo, com alguns modelos sem aceleração WMV9 e/ou H.264.
Além disso, placas-mãe com alguns chipsets VIA e SIS e um processador AMD Athlon XP aparentemente têm problemas de compatibilidade com as GPUs GeForce 6600 e 6800. Problemas que podem surgir são congelamento, artefatos, reinicializações e outros problemas que tornam os jogos e o uso de aplicativos 3D quase impossíveis. Esses problemas parecem ocorrer apenas em aplicativos baseados em Direct3D e não afetam o OpenGL.[carece de fontes?]

### Comparação da série Geforce 6

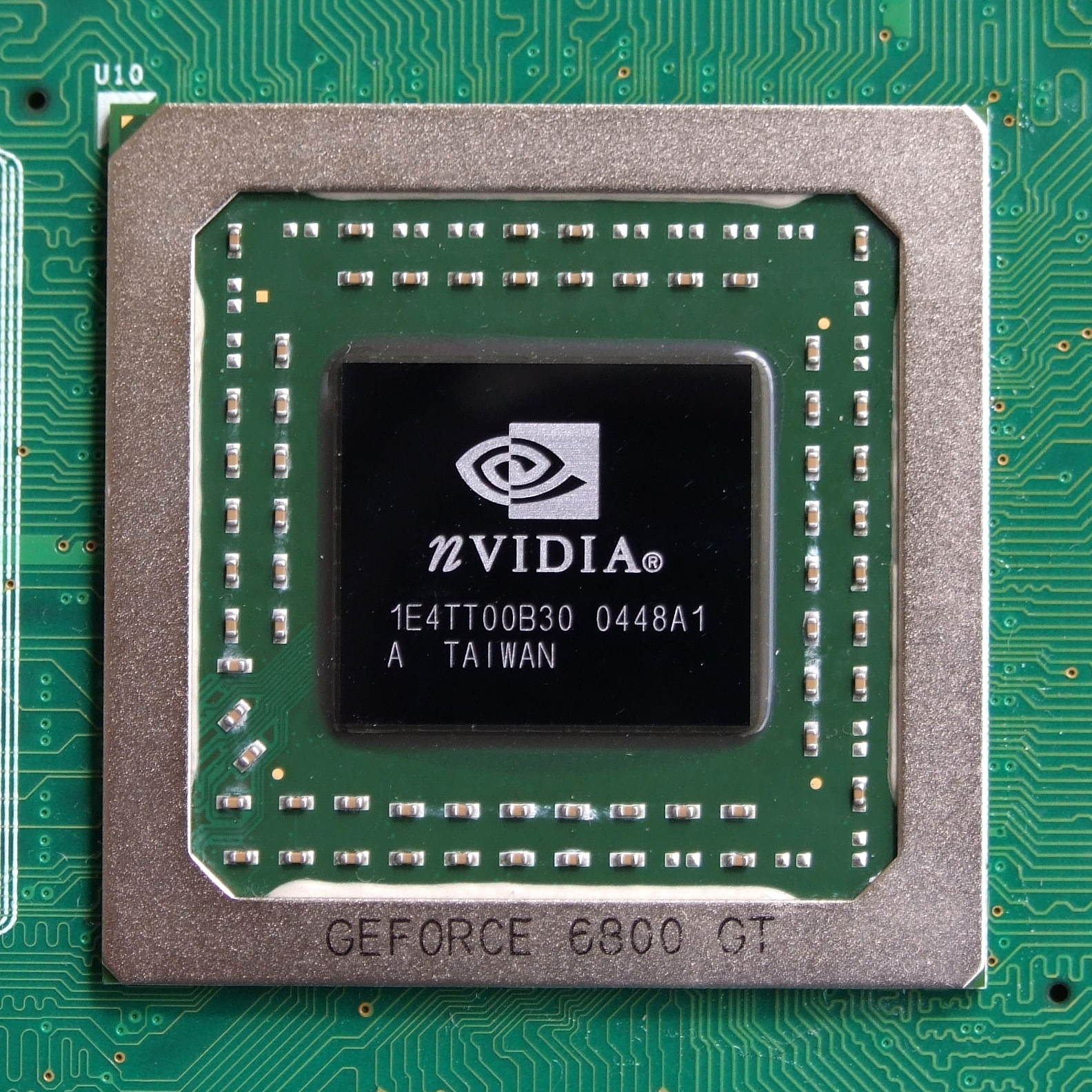
NVIDIA NV40 GPU

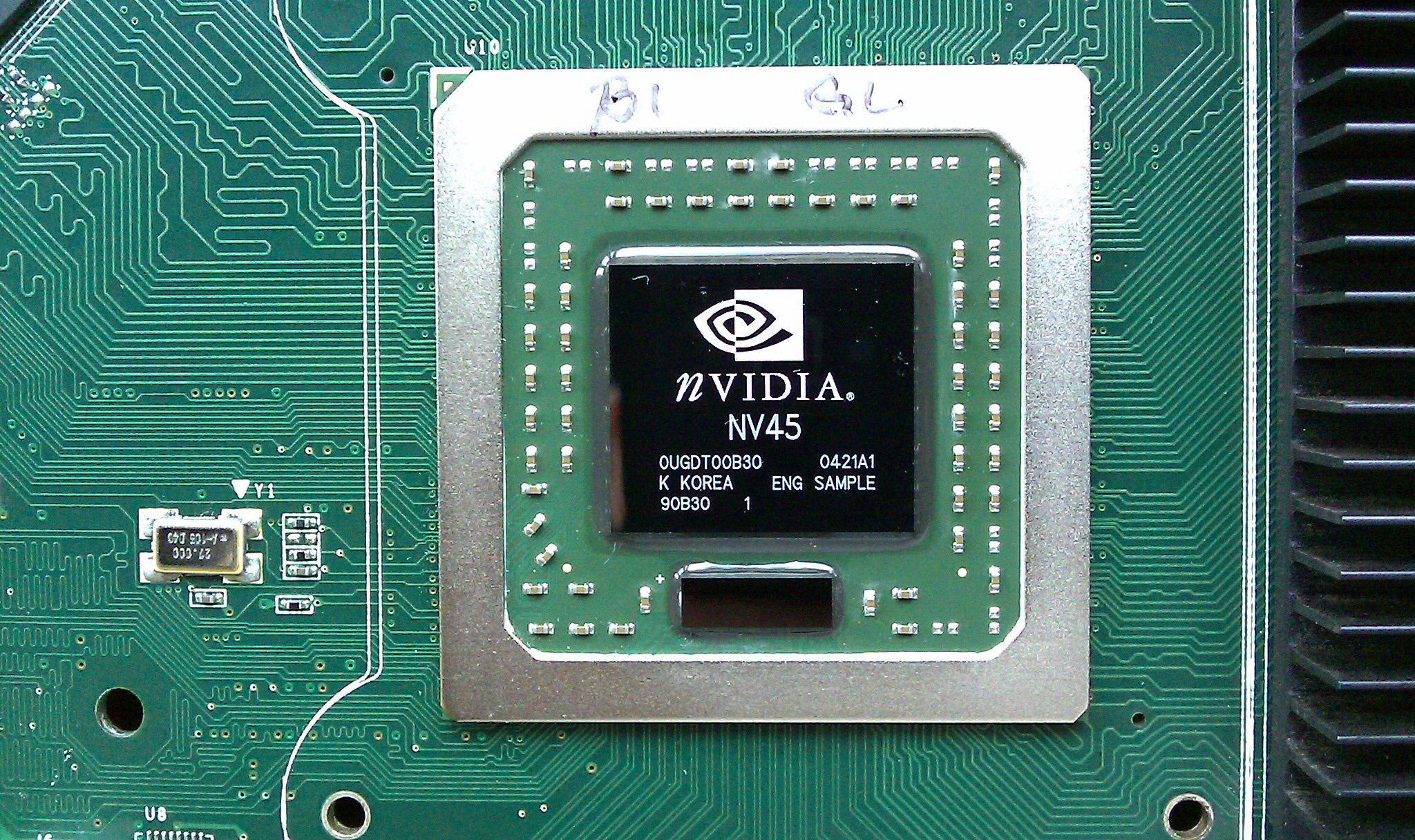
NVIDIA NV45 GPU

Aqui está como as versões lançadas da família da série "GeForce 6" se comparam à GPU principal anterior da Nvidia, a GeForce FX 5950 Ultra, além das unidades comparáveis das recém-lançadas séries Radeon X800 e X850 da ATI:
|                                                   | GeForce FX 5950 Ultra | GeForce 6200 TC-32 | GeForce 6600 GT           | GeForce 6800 Ultra | ATI Radeon X800 XT PE | ATI Radeon X850 XT PE |
| ------------------------------------------------- | --------------------- | ------------------ | ------------------------- | ------------------ | --------------------- | --------------------- |
| Contagem de transistores                          | 135 milhões           | 77 milhões         | 146 milhões               | 222 milhões        | 160 milhões           | 160 milhões           |
| Processo de manufatura                            | 0.13 µm               | 0.11 µm            | 0.11 µm                   | 0.13 µm            | 0.13 µm low-k         | 0.13 µm low-k         |
| Área da Matriz (mm²)                              | ~200                  | 110                | 156                       | 288                | 288                   | 297                   |
| Velocidade do clock do núcleo (MHz)               | 475                   | 350                | 500                       | 400                | 520                   | 540                   |
| Número de processadores de pixel shader           | 4                     | 4                  | 8                         | 16                 | 16                    | 16                    |
| Número de pipes de pixel                          | 4                     | 4                  | 8                         | 16                 | 16                    | 16                    |
| Número de unidades de texturização                | 8(16*)                | 4                  | 8                         | 16                 | 16                    | 16                    |
| Número de pipelines de vértice                    | 3*                    | 3                  | 3                         | 6                  | 6                     | 6                     |
| Taxa máxima de preenchimento de pixel (teórica)   | 1.9 Gigapixel/s       | 700 Megapixel/s    | 2.0 Gigapixel/s           | 6.4 Gigapixel/s    | 8.32 Gigapixel/s      | 8.64 Gigapixel/s      |
| Taxa máxima de preenchimento de textura (teórica) | 3.8 Gigatexel/s       | 1.4 Gigatexel/s    | 4.0 Gigatexel/s           | 6.4 Gigatexel/s    | 8.32 Gigatexel/s      | 8.64 Gigatexel/s      |
| interface de memória                              | 256-bit               | 64-bit             | 128-bit                   | 256-bit            | 256-bit               | 256-bit               |
| Velocidade do clock da memória                    | 950 MHz DDR           | 700 MHz DDR2       | 1.0 GHz / 950 MHz** GDDR3 | 1.1 GHz GDDR3      | 1.12 GHz GDDR3        | 1.18 GHz GDDR3        |
| Largura de banda de memória de pico (GiB/s)       | 30.4                  | 5.6                | 16.0 / 14.4**             | 35.2               | 35.84                 | 37.76                 |

(*) A série GeForce FX tem um Vertex Shader baseado em Array.
(**) Variante AGP 6600 GT.

## GeForce série 6800

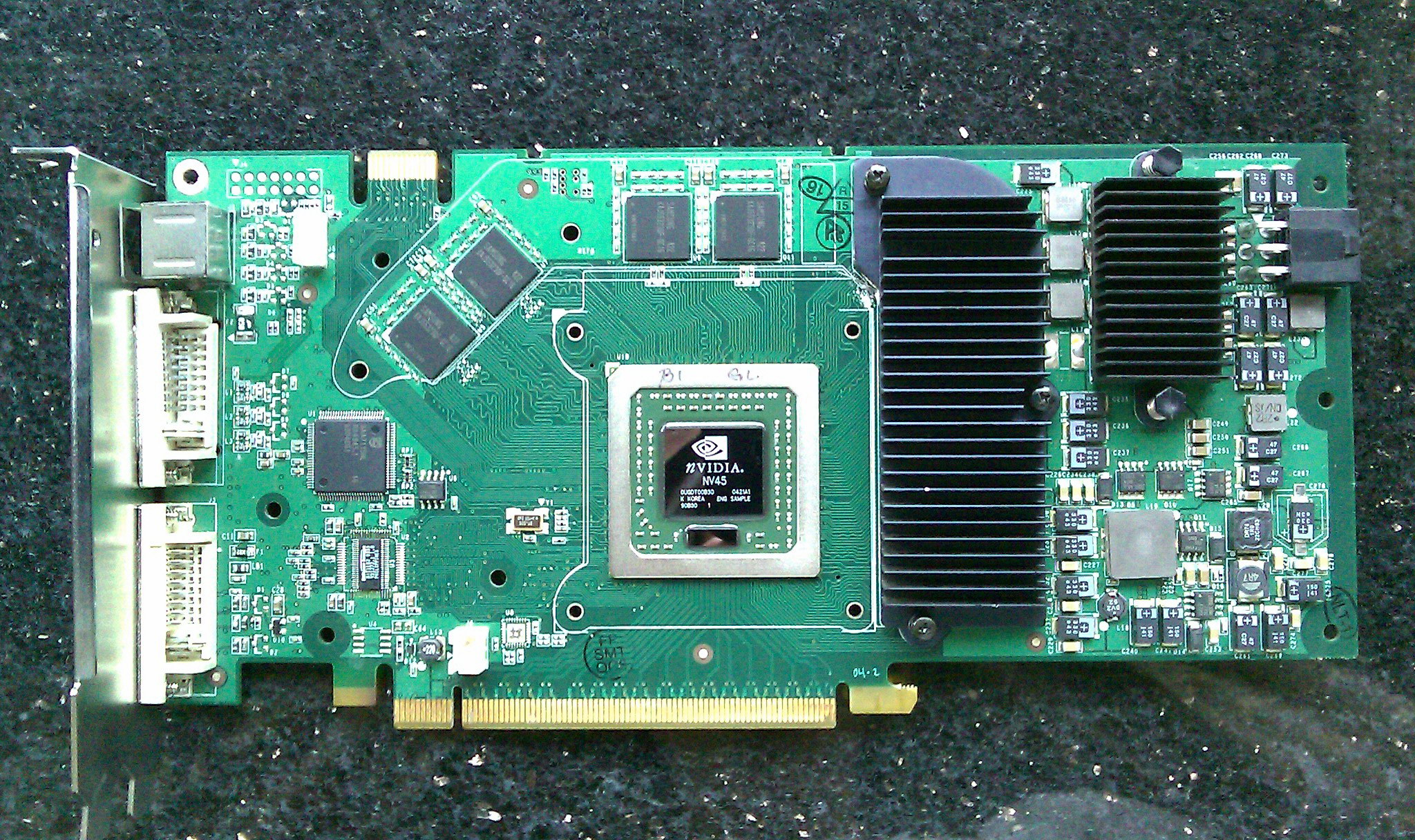
GeForce 6800 Ultra PCI-e 512MiB GDDR3

A primeira família na linha de produtos GeForce 6, a série 6800 atendeu ao mercado de jogos de alto desempenho. Como o primeiro modelo GeForce 6, o pipeline de 16 pixels GeForce 6800 Ultra (NV40) foi 2 a 2,5 vezes mais rápido do que o produto topo de linha anterior da Nvidia (o GeForce FX 5950 Ultra), embalado quatro vezes o número de pipelines de pixels, o dobro do número de unidades de textura e adicionou uma arquitetura de pixel shader muito melhorada. No entanto, o 6800 Ultra foi fabricado no mesmo nó de processo (IBM) de 130 nanômetros do FX 5950 e consumiu um pouco menos de energia.
Como todas as GPUs da Nvidia até 2004, os 6800 membros iniciais foram projetados para o barramento AGP. A Nvidia adicionou suporte para o barramento PCI Express (PCIe) em produtos GeForce 6 posteriores, geralmente pelo uso de um chip de ponte AGP-PCIe. No caso do 6800 GT e 6800 Ultra, a Nvidia desenvolveu uma variante do chip NV40 chamada NV45. O NV45 compartilha o mesmo núcleo de matriz do NV40, mas incorpora uma ponte AGP-PCIe no pacote do chip. (Internamente, o NV45 é um AGP NV40 com lógica de conversão de barramento adicionada, para permitir a interface com uma placa-mãe PCIe. Externamente, o NV45 é um pacote único com duas matrizes de silício separadas claramente visíveis na parte superior.) NV48 é uma versão do NV45 que suporta 512MiB de RAM.
O uso de um chip de ponte AGP-PCIe inicialmente levou a temores de que as GPUs AGP nativas não seriam capazes de aproveitar a largura de banda adicional oferecida pelo PCIe e, portanto, estariam em desvantagem em relação aos chips PCIe nativos.[carece de fontes?] No entanto, o benchmarking revela que mesmo o AGP 4 × é rápido o suficiente para que a maioria dos jogos contemporâneos não melhore significativamente o desempenho quando alternado para AGP 8 ×, tornando o aumento de largura de banda fornecido pelo PCIe amplamente supérfluo.[carece de fontes?] Além disso, as implementações integradas de AGP da Nvidia têm clock de AGP 12× ou 16×, fornecendo largura de banda comparável ao PCIe para as raras situações em que essa largura de banda é realmente necessária.[carece de fontes?]
O uso de um chip ponte permitiu que a Nvidia lançasse um complemento completo de placas gráficas PCIe sem ter que redesenhá-las para a interface PCIe. Mais tarde, quando as GPUs da Nvidia foram projetadas para usar PCIe nativamente, o chip ponte bidirecional permitiu que fossem usadas em placas AGP. A ATI, inicialmente uma crítica do chip bridge, acabou desenvolvendo uma solução similar (conhecida como Rialto) para suas próprias placas.[carece de fontes?]
A linha Quadro profissional da Nvidia contém membros extraídos da série 6800: Quadro FX 4000 (AGP) e Quadro FX 3400, 4400 e 4400g (ambos PCI Express). A série 6800 também foi incorporada em laptops com as GPUs GeForce Go 6800 e Go 6800 Ultra.

### PureVideo e AGP GeForce 6800
O PureVideo expandiu o nível de suporte de vídeo multimídia da decodificação de vídeo MPEG-2 para a decodificação de codecs mais avançados (MPEG-4, WMV9), pós-processamento aprimorado (desentrelaçamento avançado) e aceleração limitada para codificação. Mas, talvez ironicamente, o(s) primeiro(s) produto(s) GeForce a oferecer o PureVideo, o AGP GeForce 6800/GT/Ultra, falhou em oferecer suporte a todos os recursos anunciados do PureVideo.
O software media player (WMP9) com suporte para aceleração WMV não se tornou disponível até vários meses após a introdução do 6800. Os relatórios do usuário e da web mostraram pouca ou nenhuma diferença entre GeForces habilitados para PureVideo e placas não Purevideo. O silêncio público prolongado da Nvidia, depois de prometer drivers atualizados e benchmarks de teste coletados pelos usuários, levou a comunidade de usuários a concluir que o componente decodificador WMV9 da unidade PureVideo do AGP 6800 não está funcional ou foi desativado intencionalmente.[carece de fontes?]
No final de 2005, uma atualização do site da Nvidia finalmente confirmou o que há muito era suspeitado pela comunidade de usuários: a aceleração WMV não está disponível no AGP 6800. Claro, os computadores padrão de hoje são rápidos o suficiente para reproduzir vídeo WMV9 e outros codecs sofisticados como MPEG-4, H.264 ou VP8 sem aceleração de hardware.

### Recursos gerais da série GeForce 6

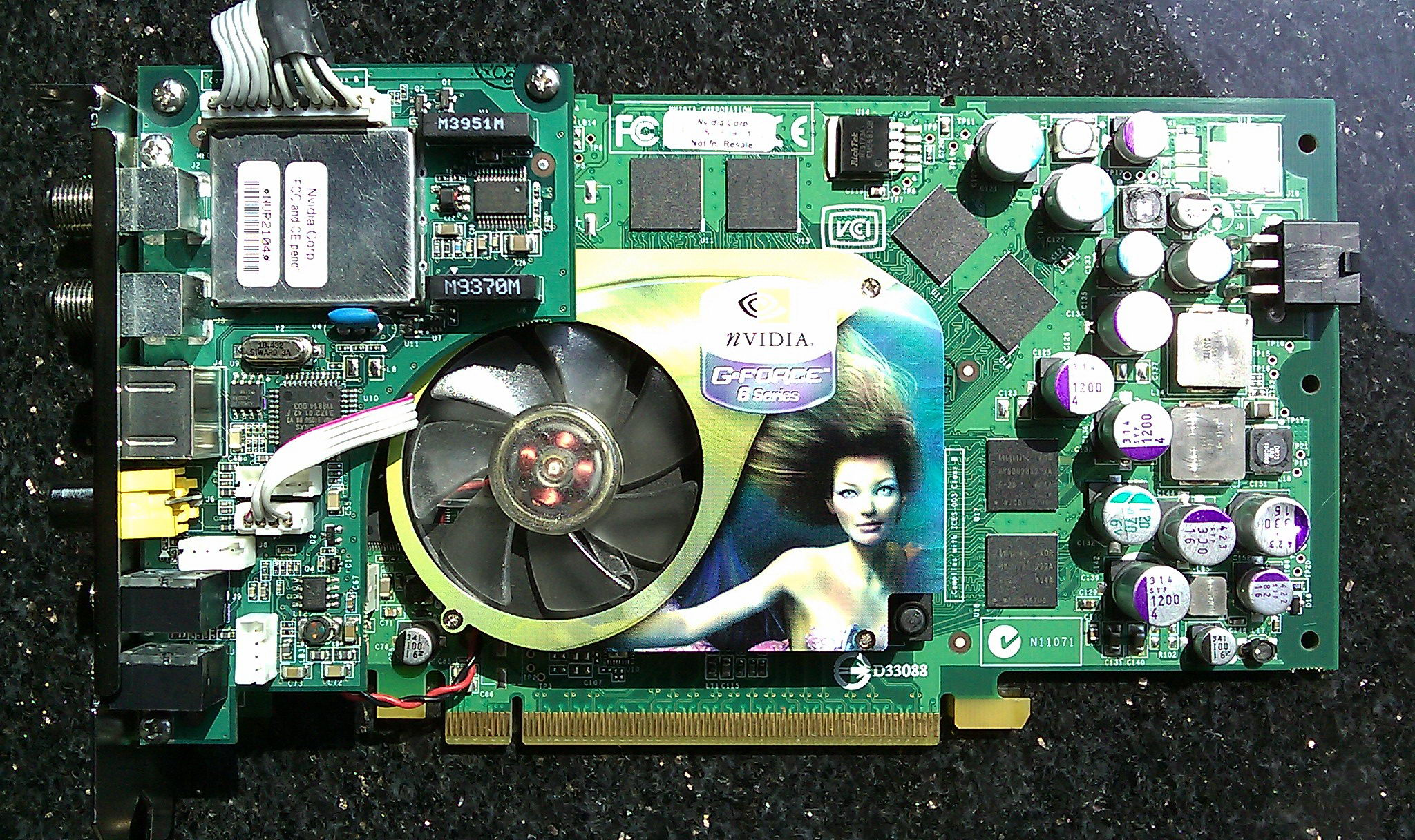
GeForce 6800 Personal Cinema

- Arquitetura GPU de pipeline de 4, 8, 12 ou 16 pixels
- Até 8x mais desempenho de sombreamento em comparação com a geração anterior
- Mecanismo CineFX 3.0 - suporte DirectX 9 Shader Model 3.0
- Processador de vídeo no chip (PureVideo)
- Codificação e decodificação MPEG-2 completas no nível da GPU (PureVideo)
- Desentrelaçamento adaptativo avançado (PureVideo)
- Memória DDR e GDDR3 em uma interface de memória ampla de 256 bits
- Tecnologia UltraShadow II - 3x a 4x mais rápido que NV35 (GeForce FX 5900)
- Tecnologia High Precision Dynamic Range (HPDR)
- Precisão de estúdio de 128 bits em todo o pipeline - Precisão de cor de ponto flutuante de 32 bits
- Tecnologia IntelliSample 4.0 - Filtragem Anisotrópica 16x, Antialiasing de Grade Rotativa e Antialiasing de Transparência (veja aqui)
- Resolução máxima de exibição de 2048x1536 a 85 Hz
- Dimensionamento e filtragem de vídeo - técnicas de filtragem HQ até resoluções HDTV
- Codificador de TV integrado - saída de TV com resoluções de até 1024x768
- OpenGL 2.0 Otimizações e suporte
- DVC 3.0 (Controle de Vibração Digital)
- RAMDACs duplos de 400 MHz que suportam monitores QXGA de até 2048 x 1536 @ 85 Hz
- Saídas DVI duplas em membros selecionados (a implementação depende do fabricante da placa)

### Tabela de chipset 6800
| Nome da placa | Tipo de Núcleo            | Núcleo (MHz) | Memória (MHz) | Configuração de pipeline | Processadores Vertex | Interface de memória |
| ------------- | ------------------------- | ------------ | ------------- | ------------------------ | -------------------- | -------------------- |
| 6800 Ultra    | NV40/NV45/NV48            | 400          | 1100          | 16                       | 6                    | 256-bit              |
| 6800 GT       | NV40/NV45/NV48            | 350          | 1000          | 16                       | 6                    | 256-bit              |
| 6800 GS       | NV40/NV42                 | 350/425      | 1000          | 12                       | 5                    | 256-bit              |
| 6800 GTO      | NV40/NV45                 | 350          | 900           | 12                       | 5                    | 256-bit              |
| 6800          | NV40/NV41 NV42            | 325          | 700/600       | 12                       | 5                    | 256-bit              |
| 6800 Go       | NV41M                     | 300          | 600           | 12                       | 5                    | 256-bit              |
| 6800 Go Ultra | NV41M(0.13u)/NV42M(0.11u) | 450          | 1100          | 12                       | 5                    | 256-bit              |
| 6800 XT       | NV40/NV41/NV42            | 325/350/?    | 700/1000+     | 8                        | 4                    | 128/256-bit          |
| 6800 XE       | NV40                      | 275/300/325  | 533/700       | 8                        | 3                    | 128-bit              |
| 6800 LE       | NV40                      | 300          | 700           | 8                        | 4                    | 256-bit              |

## GeForce 6600 series

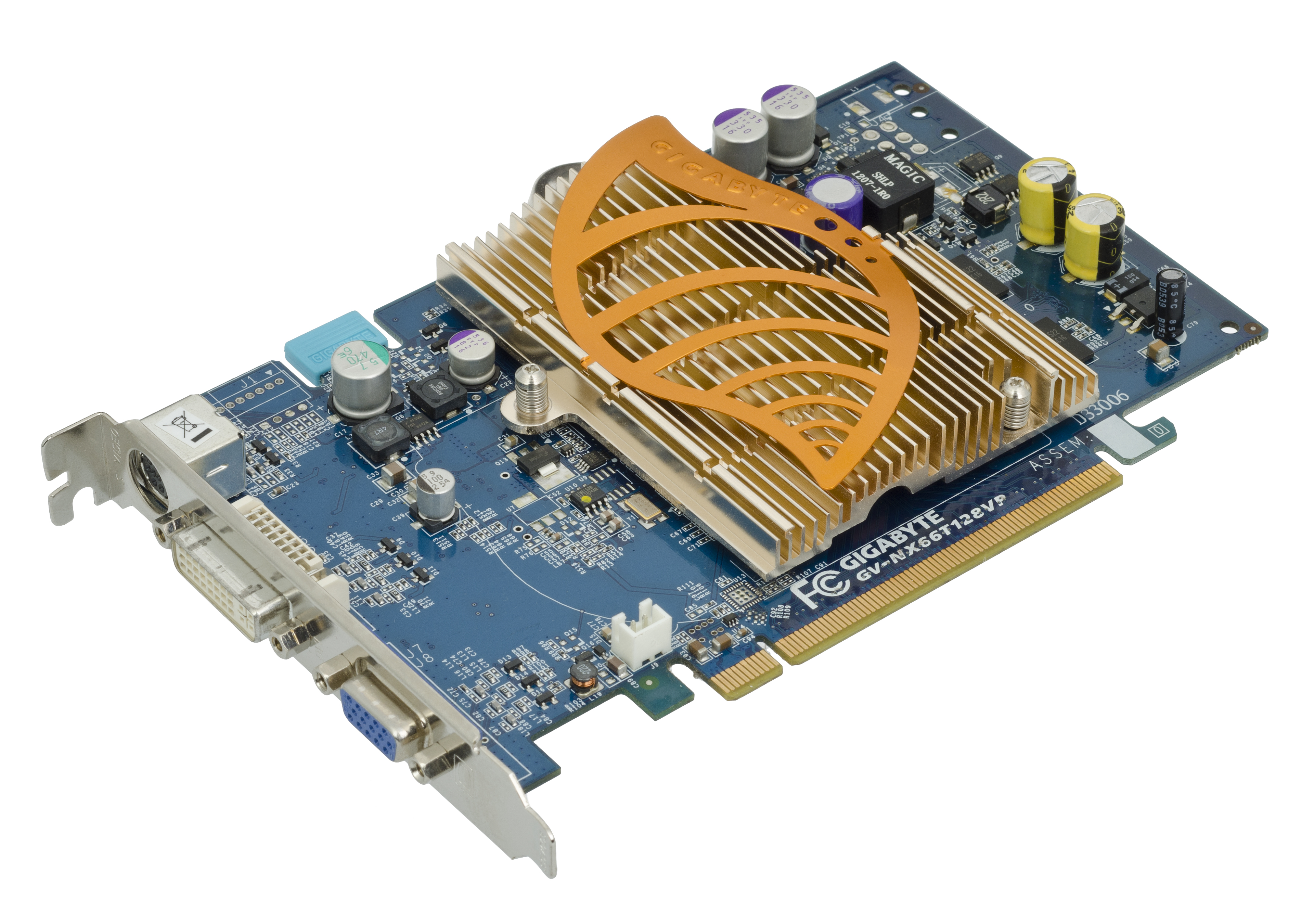
A Gigabyte 6600 GT PCI Express card

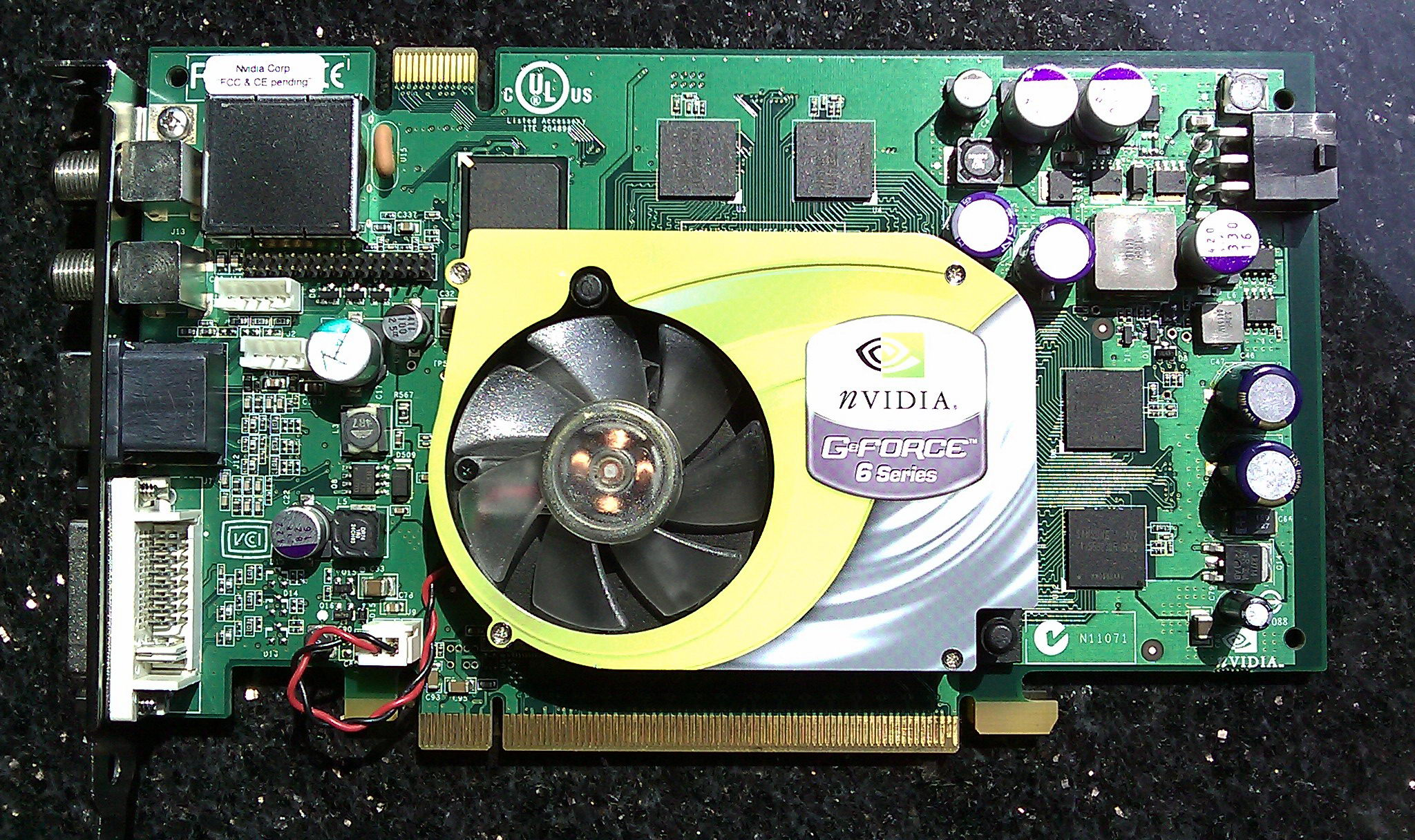
GeForce 6600 GT Personal Cinema

A GeForce 6600 (NV43) foi lançada oficialmente em 12 de agosto de 2004, vários meses após o lançamento da 6800 Ultra. Com metade dos pipelines de pixel e sombreadores de vértice do 6800 GT e um barramento de memória menor de 128 bits, o 6600 de baixo desempenho e baixo custo é o principal produto da série GeForce 6. A série 6600 mantém os principais recursos de renderização da série 6800, incluindo SLI. Equipada com menos unidades de renderização, a série 6600 processa dados de pixel em uma taxa mais lenta do que a série 6800, mais poderosa. No entanto, a redução nos recursos de hardware e a migração para o processo de fabricação de 110 nm da TSMC (versus o processo de 130 nm do 6800) tornam o 6600 mais barato para a Nvidia fabricar e mais barato para os clientes comprarem.
Sua série 6600 atualmente tem três variantes: a GeForce 6600LE, a 6600 e a 6600GT (da mais lenta para a mais rápida). A 6600 GT tem desempenho um pouco melhor que a GeForce FX 5950 Ultra ou Radeon 9800 XT, com a 6600 GT marcando cerca de 8.000 no 3DMark03, enquanto a GeForce FX 5950 Ultra marcou cerca de 6.000, e também é muito mais barata. Notavelmente, o 6600 GT ofereceu desempenho idêntico ao da placa gráfica X800 PRO de ponta da ATI com drivers anteriores a dezembro de 2004, ao executar o popular jogo Doom 3. Também foi tão rápido quanto a GeForce 6800 de ponta ao rodar jogos sem anti-aliasing na maioria dos cenários.
Na introdução, a família 6600 estava disponível apenas na forma PCI Express. Os modelos AGP ficaram disponíveis cerca de um mês depois, por meio do uso do chip ponte AGP-PCIe da Nvidia. A maioria das AGP GeForce 6600GTs tem sua memória com clock de 900 MHz, que é 100 MHz mais lenta que as placas PCI-e, nas quais a memória opera a 1000 MHz. Isso pode contribuir para uma queda de desempenho ao jogar determinados jogos. No entanto, muitas vezes era possível "fazer overclock" da memória para sua frequência nominal de 1000 MHz e existem placas AGP (por exemplo da XFX) que usam 1000 MHz por padrão.

### Tabela de chipset 6600
| Nome da placa | Tipo de Núcleo | Núcleo (MHz) | Memória (MHz) | Configuração de pipeline | Processadores Vertex | Interface de memória |
| ------------- | -------------- | ------------ | ------------- | ------------------------ | -------------------- | -------------------- |
| 6700 XL       | NV43           | 525          | 1100          | 8                        | 3                    | 128-bit              |
| 6600 GT GDDR3 | NV43           | 500          | 900/1000      | 8                        | 3                    | 128-bit              |
| 6600 XL       | NV43           | 400          | 800           | 8                        | 3                    | 128-bit              |
| 6600 DDR2     | NV43           | 350          | 800           | 8                        | 3                    | 128-bit              |
| 6600          | NV43           | 300          | 500/550       | 8                        | 3                    | 128-bit              |
| 6600 LE       | NV43           | 300          | 500           | 4                        | 3                    | 128-bit              |

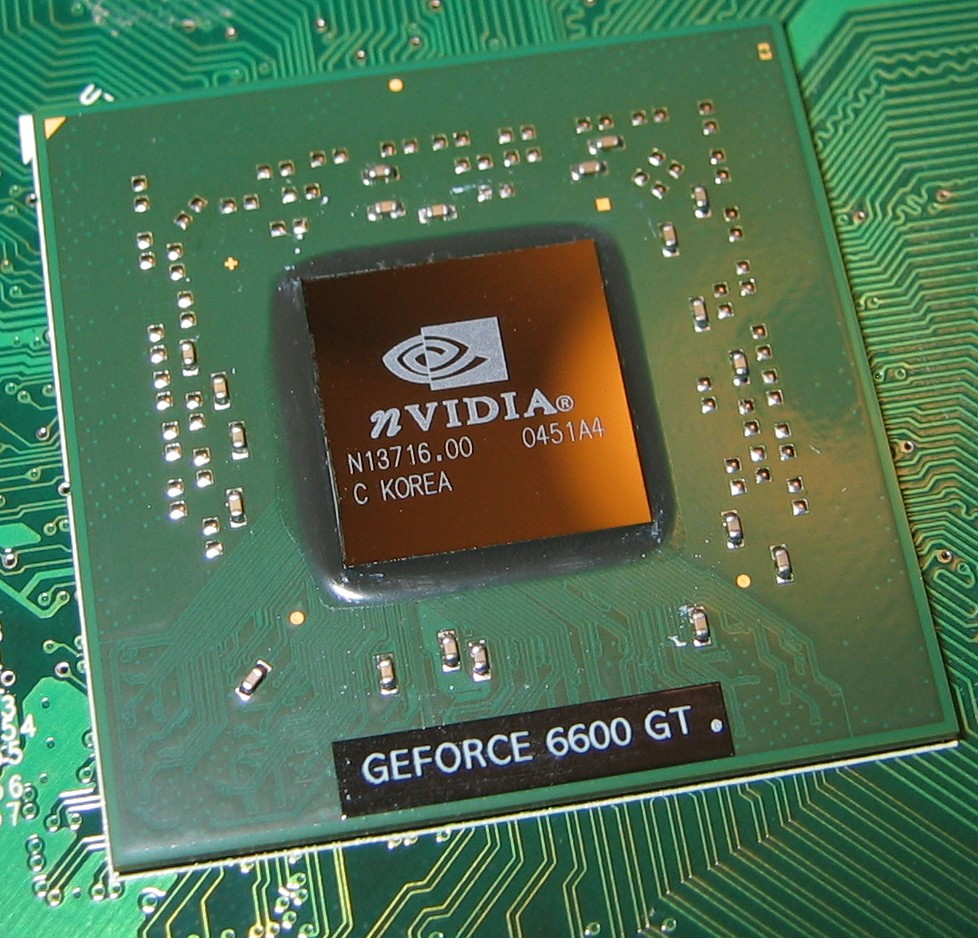
NVIDIA NV43 GPU

Outros dados para placas baseadas em PCI Express:
- Interface de memória: 128 bits
- Largura de banda da memória: 16,0 GiB/s.
- Taxa de preenchimento (pixels/s.): 4,0 bilhões
- Vértices por segundo: 375 milhões
- Taxa de dados da memória: 1000 MHz
- Pixels por clock (pico): 8
- RAMDACs: 400 MHz

Outros dados para cartões baseados em AGP:
- Interface de memória: 128 bits
- Largura de banda da memória: 14,4 GiB/s.
- Taxa de preenchimento (pixels/s.): 4,0 bilhões
- Vértices por segundo: 375 milhões
- Taxa de dados da memória: 900 MHz
- Pixels por clock (pico): 8
- RAMDACs 400 MHz

## GeForce 6500
A GeForce 6500 foi lançada em outubro de 2005 e é baseada no mesmo núcleo NV44 da GeForce 6200TC de valor/orçamento (low-end ou básico), mas com uma velocidade de clock de GPU mais alta e mais memória. A GeForce 6500 também suporta SLI.

### GeForce 6500
- Relógio do núcleo: 450 MHz
- Clock da memória: 700 MHz
- Pipelines de pixels: 4
- Número de ROPs: 2
- Processadores Vertex: 3
- Memória: 128/256 MiB DDR em uma interface de 64 bits
- Taxa de preenchimento (pixels/s): 1,6 bilhão
- Vértices por segundo: 300 milhões
- Largura de banda de memória efetiva (GiB/s): 13,44

## GeForce 6200

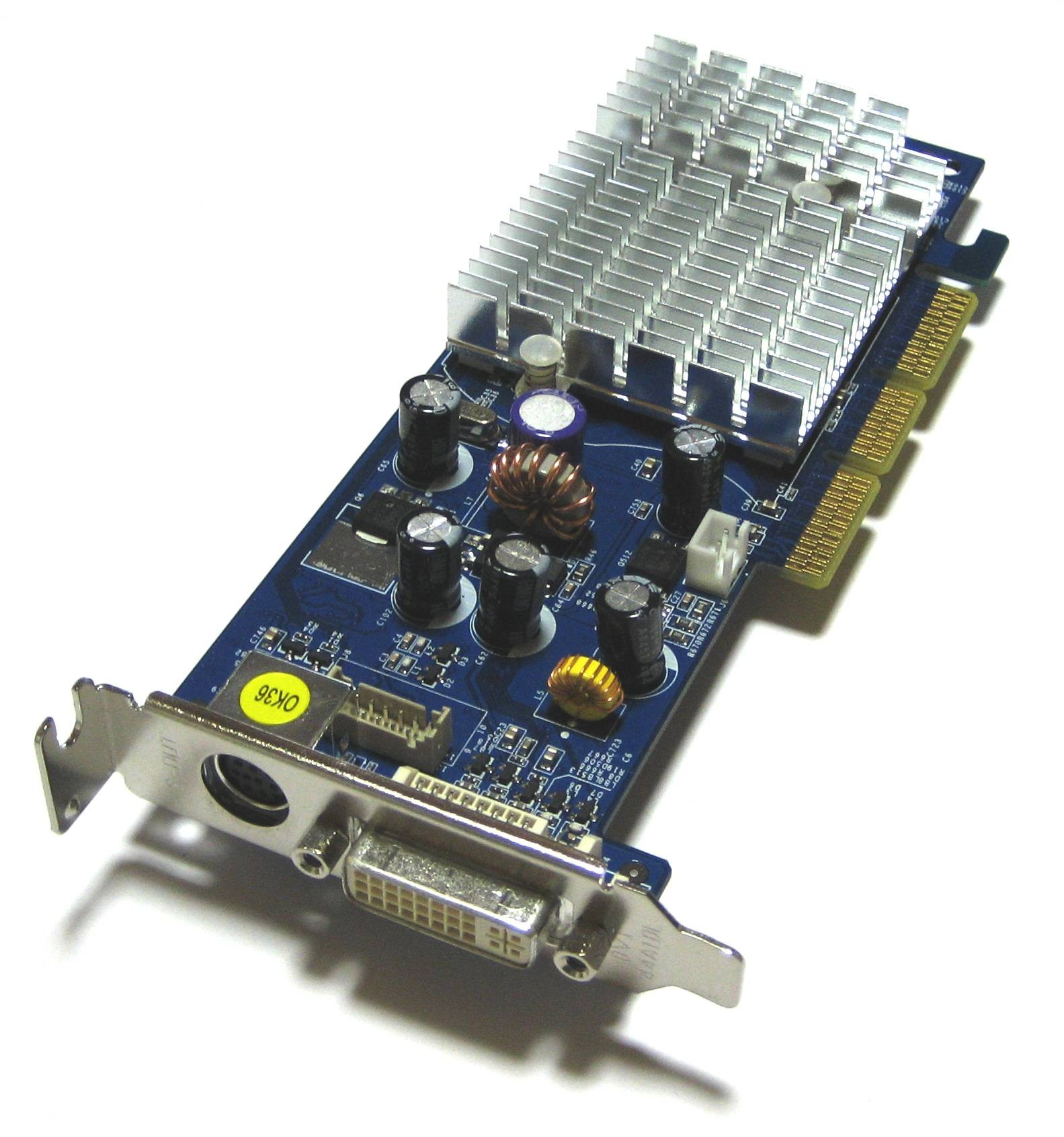
GeForce 6200 em um fator de forma AGP de baixo perfil

Com apenas 4 canais de pixel, a série 6200 forma o produto de valor/orçamento da Nvidia (baixo custo ou nível de entrada). O 6200 omite a compactação de memória e o suporte SLI, mas oferece recursos de renderização semelhantes aos do 6600s. As placas 6200 posteriores foram baseadas no(s) núcleo(s) NV44, que é o silício de produção final para a série 6200. É também a única placa da série a apresentar codificação para slots AGP de 3,3 V (com exceção de algumas raras exceções de placas de ponta de fornecedores como PNY).
No entanto, na introdução, o silício de produção ainda não estava pronto. A Nvidia atendeu a 6200 pedidos enviando núcleos da série 6600 descartados/rejeitados (NV43V). As rejeições foram modificadas de fábrica para desabilitar pipelines de quatro pixels, convertendo assim o produto 6600 nativo em um produto 6200. Alguns usuários foram capazes de "desbloquear" as primeiras placas 6200 por meio de um utilitário de software (convertendo efetivamente o 6200 de volta em um 6600 com o conjunto completo de oito pipelines de pixel no total) se possuíssem placas com um NV43 A2 ou revisão anterior do núcleo. Assim, nem todas as placas 6200 baseadas em NV43 puderam ser desbloqueadas com sucesso (especificamente, aquelas com uma revisão de núcleo de A4 ou superior) e, assim que o silício de produção NV44 se tornou disponível, a Nvidia interrompeu as remessas de núcleos NV43V rebaixados.

### Especificações do chip GeForce 6200

#### GeForce 6200
- Relógio do núcleo: 300 MHz
- Clock da memória: 550 MHz
- Pipelines de pixels: 4
- Processadores Vertex: 3
- Memória: 128/256/512 MiB[6] DDR em uma interface de 64 bits/128 bits

## GeForce 6200 TurboCache / AGP
A GeForce 6200 TurboCache / AGP (NV44/NV44a) é uma versão nativa de quatro pipelines da NV43. As placas GeForce 6200 TurboCache têm apenas uma quantidade muito pequena (para os padrões modernos) de memória, mas tente compensar isso usando a memória do sistema acessada através do barramento PCI-Express.

### Especificações do chip GeForce 6200 TurboCache / AGP

#### GeForce 6200 PCI-Express (NV44) TurboCache
- Relógio do núcleo: 350 MHz
- Clock da memória: 700 MHz
- Pipelines de pixels: 4
- Número de ROPs: 2
- Processadores Vertex: 3
- Memória: 16/32/64/128 MiB DDR em uma interface de 32 bits/64 bits/128 bits
- GeForce 6200 com TurboCache suportando 128 MiB, incluindo 16 MiB de TurboCache local (32-bit)
- GeForce 6200 com TurboCache suportando 128 MiB, incluindo 32 MiB de TurboCache local (64-bit)
- GeForce 6200 com TurboCache suportando 256 MiB, incluindo 64 MiB de TurboCache local (64-bit)
- GeForce 6200 com TurboCache suportando 256 MiB, incluindo 128 MiB de TurboCache local (128-bit)

#### GeForce 6200 AGP (NV44a) sem TurboCache
- Relógio do núcleo: 350 MHz
- Clock da memória: 500 MHz
- Pipelines de pixels: 4
- Número de ROPs: 2
- Processadores Vertex: 3
- Memória: 128/256/512 MiB DDR ou DDR2 em uma interface de 64 bits

#### GeForce 6200 AGP (NV44a2) sem TurboCache
- Relógio do núcleo: 350 MHz
- Clock da memória: 540 MHz
- Pipelines de pixels: 4
- Número de ROPs: 2
- Processadores Vertex: 3
- Memória: 128/256 MiB DDR2 com interface de 128 bits
- Resfriamento: dissipador de calor passivo

#### GeForce 6200 PCI (NV44) sem TurboCache
A BFG Technologies introduziu originalmente uma variante PCI exclusiva da GeForce 6200 por meio de suas linhas de produtos homônimas BFG e 3D Fuzion. Posteriormente, PNY (GeForce 6200 256 MiB PCI), SPARKLE Computer (GeForce 6200 128 MiB PCI e GeForce 6200 256 MiB PCI) e eVGA (e-GeForce 6200 256 MiB PCI) lançaram suas próprias versões PCI da Geforce 6200 com memória superior clocks e largura de banda de memória resultante.
Até o lançamento da ATI X1300 PCI, essas eram as únicas placas compatíveis com PCI DirectX 9 não baseadas na tecnologia GeForce5 FX da geração anterior ou chipsets XGI Technology Volari V3XT descontinuados.
Excluindo as séries GeForce 8400 e 8500 da SPARKLE, placas Zotac GT 610 e Club 3D HD 5450, no final de 2012 as variantes aprimoradas de 512 MiB Geforce 6200 PCI permanecem entre os sistemas baseados em PCI mais poderosos disponíveis, tornando essas placas desejadas pelos usuários sem a opção de atualizar para uma placa de vídeo discreta baseada em AGP ou PCI Express.
- Relógio do núcleo: 350 MHz
- Clock de memória: 400 MHz (BFG Technologies 6200 OC 410 MHz, PNY e EVGA 533 MHz)
- Pipelines de pixels: 4
- Memória: 256 (BFG Technologies 6200 OC PCI e EVGA e-Ge-Force 6200 PCI) / 128 (BFG Technologies [hhttps://web.archive.org/web/20210422145602/http://3dfuzion.com/services/ 3DFuzion] GeForce 6200 PCI) MiB DDR em uma interface de 64 bits

## GeForce séries 6100 e 6150
No final de 2005, a Nvidia apresentou um novo membro à família GeForce, a série 6100, também conhecida como C51. O termo GeForce 6100/6150 na verdade se refere a uma placa-mãe baseada em nForce4 com um núcleo NV44 integrado, em oposição a uma placa de vídeo independente. A Nvidia lançou este produto para acompanhar suas imensamente populares placas nForce e nForce2 baseadas em GeForce4 MX e para competir com o RS480/482 da ATI e o GMA 900/950 da Intel no espaço gráfico integrado. A série 6100 é muito competitiva, geralmente empatando ou superando os produtos ATI na maioria dos benchmarks.
As placas-mãe usam dois tipos diferentes de pontes sul - a nForce 410 e a nForce 430. Elas são bastante semelhantes em recursos às placas-mãe nForce4 Ultra que estavam no mercado antes delas. Ambos possuem suporte a PCI Express e PCI, oito portas USB 2.0, som integrado, duas portas Parallel ATA e Serial ATA 3.0 Gibit/s com Native Command Queuing (NCQ) – duas portas SATA no caso do 410, quatro no 430 O southbridge 430 também suporta Gigabit Ethernet com firewall de hardware ActiveArmor da Nvidia, enquanto o 410 suporta apenas Ethernet 10/100 padrão.

### Especificações dos chips GeForce série 6100 e 6150
Tanto o 6100 quanto o 6150 suportam Shader Model 3.0 e DirectX 9.0c. O 6150 também possui suporte para decodificação de vídeo de alta definição de H.264/VC1/MPEG2, processamento PureVideo, DVI e saída de vídeo. O 6100 suporta apenas a decodificação SD de MPEG2/WMV9. A resolução máxima suportada é de 1920 × 1440 pixels (@75 Hz) para exibição RGB e 1600 × 1200 pixels (@65 Hz) para exibição DVI-D

### GeForce 61XX taxa de falha anormalmente alta em notebooks
Em 2008, a Nvidia assumiu uma cobrança de $ 150 a 250 milhões contra a receita porque as GPUs estavam falhando em "taxas mais altas do que o normal". A HP forneceu uma extensão de garantia de até 24 meses para notebooks afetados por esse problema. Uma ação coletiva foi movida contra a HP e a Nvidia por Whatley Drake & Kallas LLC.[carece de fontes?]

#### GeForce 6100
- Processo de fabricação: 90 nm
- Relógio do núcleo: 425 MHz
- Processadores Vertex: 1
- Pipelines de pixels: 2
- Modelo de sombreador: 3
- Suporte DirectX: v9.0c
- Aceleração de reprodução de vídeo: aceleração de SD video de MPEG2/WMV9 (aceleração de vídeo HD não suportado)
- Saídas: somente VGA
- Memória: Memória do sistema DDR/DDR2 (soquete 754/939/AM2) compartilhada (selecionável através do BIOS - geralmente 16/32/64/128/256 MiB)

#### GeForce 6150
- Processo de fabricação: 90 nm
- Clock do núcleo: 475 MHz[10]
- Processadores Vertex: 1
- Pipelines de pixels: 2
- Modelo de sombreador: 3
- Suporte DirectX: v9.0c
- Aceleração de reprodução de vídeo: aceleração de vídeo HD de H.264/VC1/MPEG2
- Saídas: VGA, DVI, RCA (Vídeo)
- Memória: Memória do sistema DDR2 (socket 939/AM2) compartilhada (selecionável através do BIOS - geralmente 16/32/64/128/256 MiB)
- Barramento HT (largura de banda) = 2000 MT/s máx.

#### GeForce 6150LE
A GeForce 6150LE foi apresentada principalmente na linha de 2006 da Nvidia Business Platform. O chip é usado pela Fujitsu-Siemens em seu desktop verde Esprimo, HP em seu Pavilion Media Center a1547c Desktop PC e Compaq Presario SR1915 Desktop, e Dell em seu Dimension C521 e E521 PCs desktop.

#### GeForce 6150SE
GeForce 6150SE (MCP61, também conhecido como C61) é uma versão atualizada de chip único da Nvidia GeForce 6100. O MCP61 usa menos energia do que a versão original C51 de 2 chips do 6100. Seu vídeo integrado supera o 6150 em muitos benchmarks 3D apesar de sua frequência de núcleo mais baixa (425 MHz), devido ao acréscimo de Z-culling de hardware.
O MCP61 introduziu um bug na implementação do SATA NCQ. Como resultado, os funcionários da Nvidia contribuíram com código para desabilitar as operações do NCQ no Linux.
- Processo de fabricação: 90 nm
- Clock do núcleo: 425 MHz
- Barramento HT = 2000 MT/s máx
- Processadores Vertex: 1
- Pipelines de pixels: 2
- Modelo de sombreador: 3
- Suporte DirectX: v9.0c
- Saídas: somente VGA

## GPUs IntelliSample 4.0 e GeForce 6
Após o lançamento da família GeForce 7 de unidades de processamento gráfico, o IntelliSample 4.0 foi considerado um recurso exclusivo da série GeForce 7 de GPUs. No entanto, a versão 91.47 (e versões subsequentes) dos drivers Nvidia ForceWare permitem os recursos do IntelliSample 4.0 nas GPUs GeForce 6. O IntelliSample 4.0 apresenta dois novos modos de antialiasing, conhecidos como Transparency Supersampling Antialiasing e Transparency Multisampling Antialiasing. Esses novos modos de antialiasing aprimoram a qualidade da imagem de objetos com linhas finas, como cercas, árvores, vegetação e grama em vários jogos.
Uma possível razão para habilitar o IntelliSample 4.0 para GPUs GeForce 6 pode ser o fato de que as GPUs GeForce 7100 GS são baseadas em chips NV44, o mesmo dos modelos GeForce 6200. Por causa disso, a Nvidia teve que fazer o backport dos recursos do IntelliSample 4.0 para as GPUs NV4x e, como resultado, toda a família GeForce 6 pode aproveitar os benefícios do Transparency Antialiasing.
Já era bem conhecido em várias comunidades que o Transparency Antialiasing poderia ser usado em GPUs GeForce 6 usando algumas ferramentas de ajuste de terceiros. A partir dos drivers Nvidia ForceWare 175.16, o suporte GeForce 6 IntelliSample 4.0 foi removido.

## Suporte descontinuado
A Nvidia encerrou o suporte de driver para a série GeForce 6. A série GeForce 6 é a última a oferecer suporte à família de sistemas operacionais Windows 9x, bem como ao Windows NT 4.0. A série sucessora GeForce 7 suporta apenas o Windows 2000 e posterior (os drivers do Windows 8 também suportam o Windows 10).
- Windows XP 32-bit e Media Center Edition: 307.83 lançado em 25 de fevereiro de 2013
- Windows XP 64-bit: 3307.83 lançado em 25 de fevereiro de 2013
- Windows Vista, 7 e 8 de 32 bits: 309.08 lançado em 24 de fevereiro de 2015
- Windows Vista, 7  e 8 de 64 bits: 309.08 lançado em 24 de fevereiro de 2015
- Windows 2000: 94.24 lançado em 17 de maio de 2006
- Windows 98/ME: 81.98 lançado em 21 de dezembro de 2005
- Windows NT 4.0: 77.72 lançado em 22 de junho de 2005
- Windows 95: 66.94 lançado em 16 de dezembro de 2004

### Reviews
- nvNews/ a nvnews review of the GeForce 6800
- Beyond 3D/ preview of nv45 core architecture
- Guru3D Nvidia GeForce 6 Series and ATi X Series/comparison - 6-series v. Radeon X-series
- X-bit Labs Second Generation of Integrated Graphics from Nvidia: GeForce 6150 and GeForce 6100/ Page on GeForce 6100, 6150
- GeForce 6600GT review/ review- GeForce 6600GT